# Pataca
Pataca (MOP$ - Pataca) är den valuta som används i Macao, en särskild administrativ region inom folkrepubliken Kina i Asien. Valutakoden är MOP. 1 Pataca = 100 avos.
Valutan infördes redan 1894 men kom först 1906 i sedelform och kompletterades med mynt först 1952 och ersatte den portugisiska realen och andra valutor som cirkulerat i Macao.
Valutan har en fast växelkurs till 0,97 HKD Hongkongdollar, det vill säga 1 MOP = 1,03 HKD och 1 HKD = 0,97 MOP.

## Användning
Macao har ingen centralbank utan valutaansvaret ligger hos Autoridade Monetária de Macau - AMdM som grundades 1 december 1999 och har huvudkontoret i Central district i Macao.
Utgivningen av sedlar är licensierad till 2 storbanker:
- Instituto Emissor de Macau (huvudsäte Macao)
- Bank of China (huvudsäte Peking / Beijing)

Förutom i Macao accepteras MOP även i viss mån i Hongkong och vissa delar i södra Kina.

## Valörer
- Mynt: 1, 2, 5 och 10 Pataca

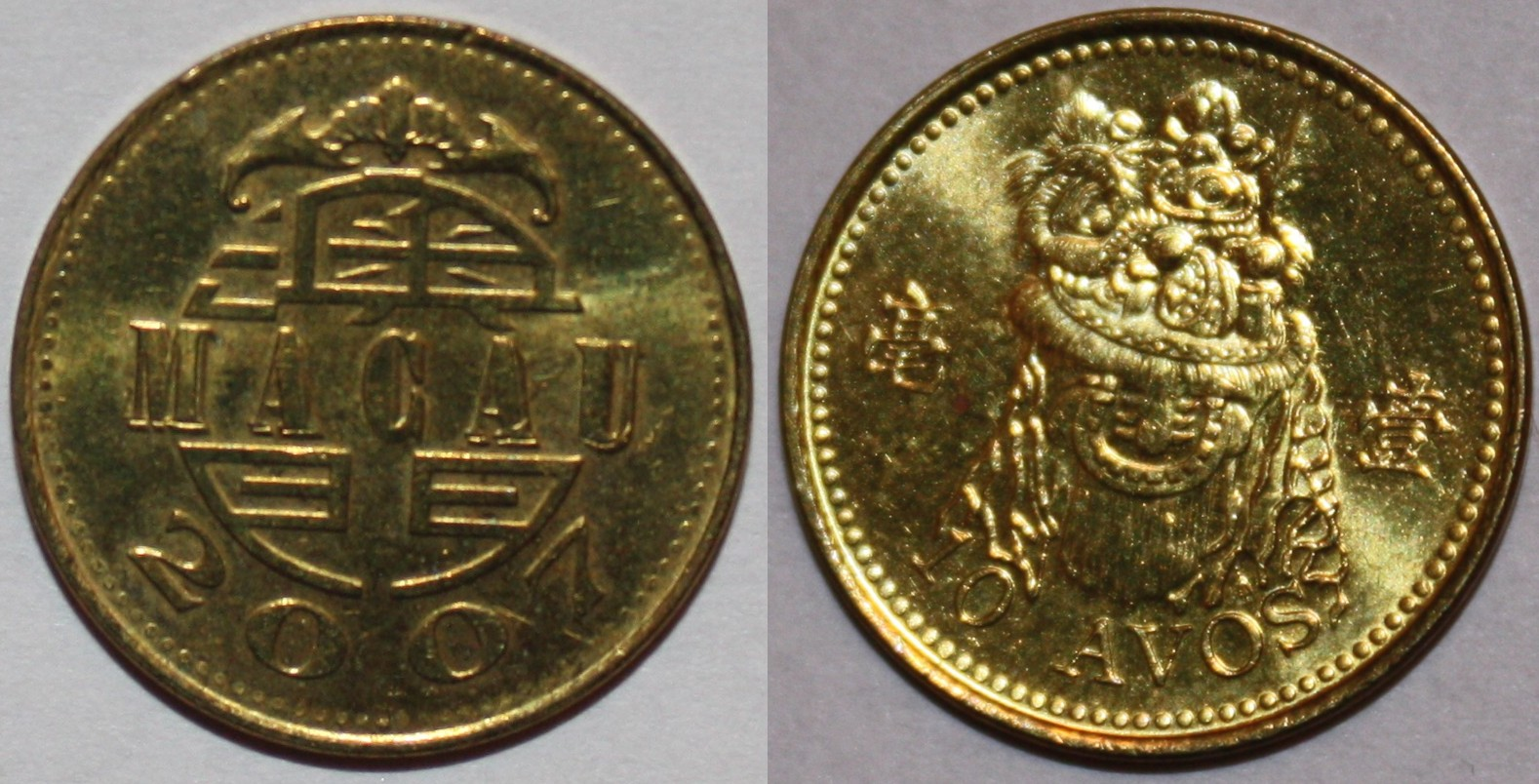
Underenhet: 10, 20 och 50 avos
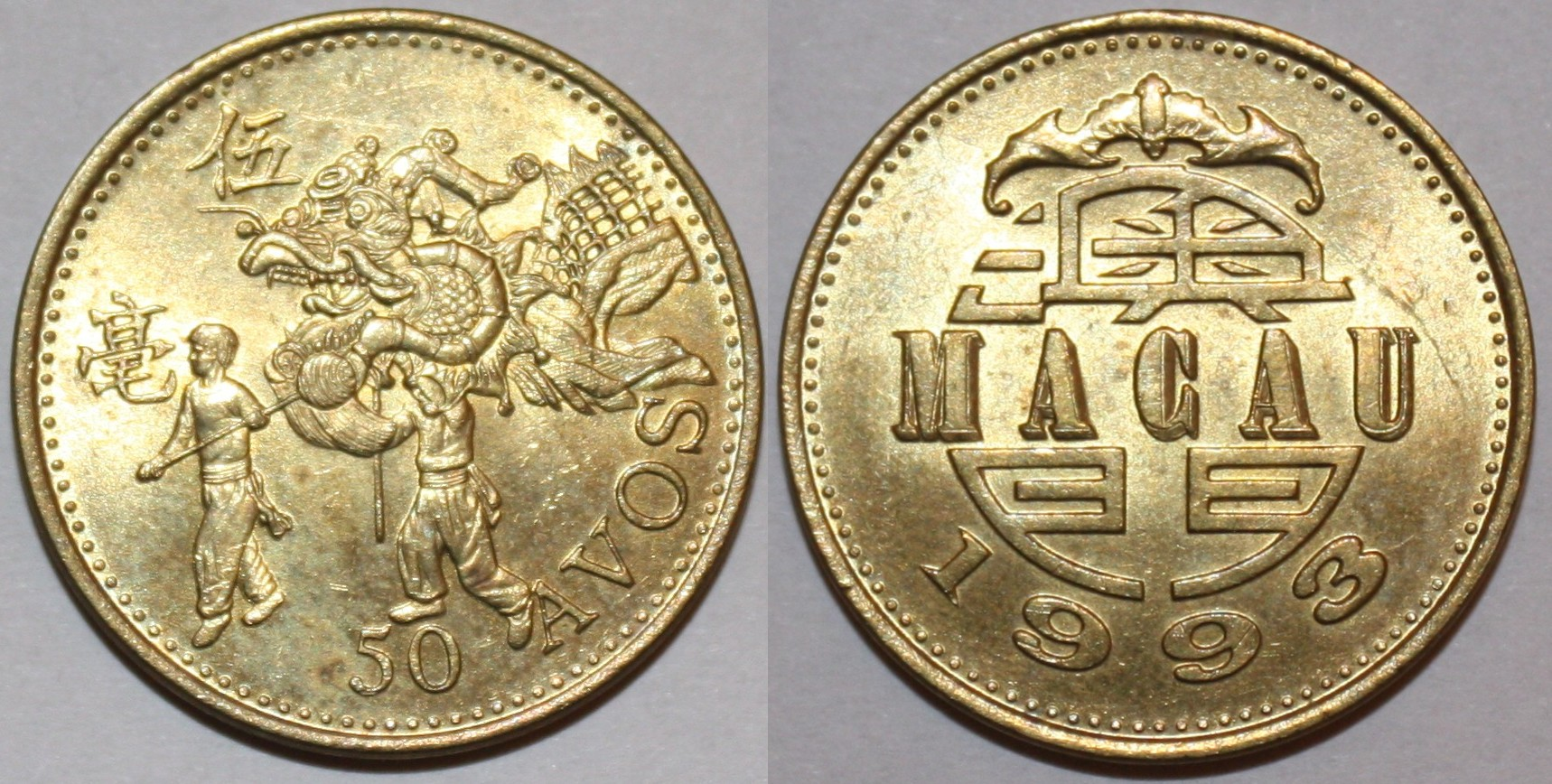
50 Avos, 1993
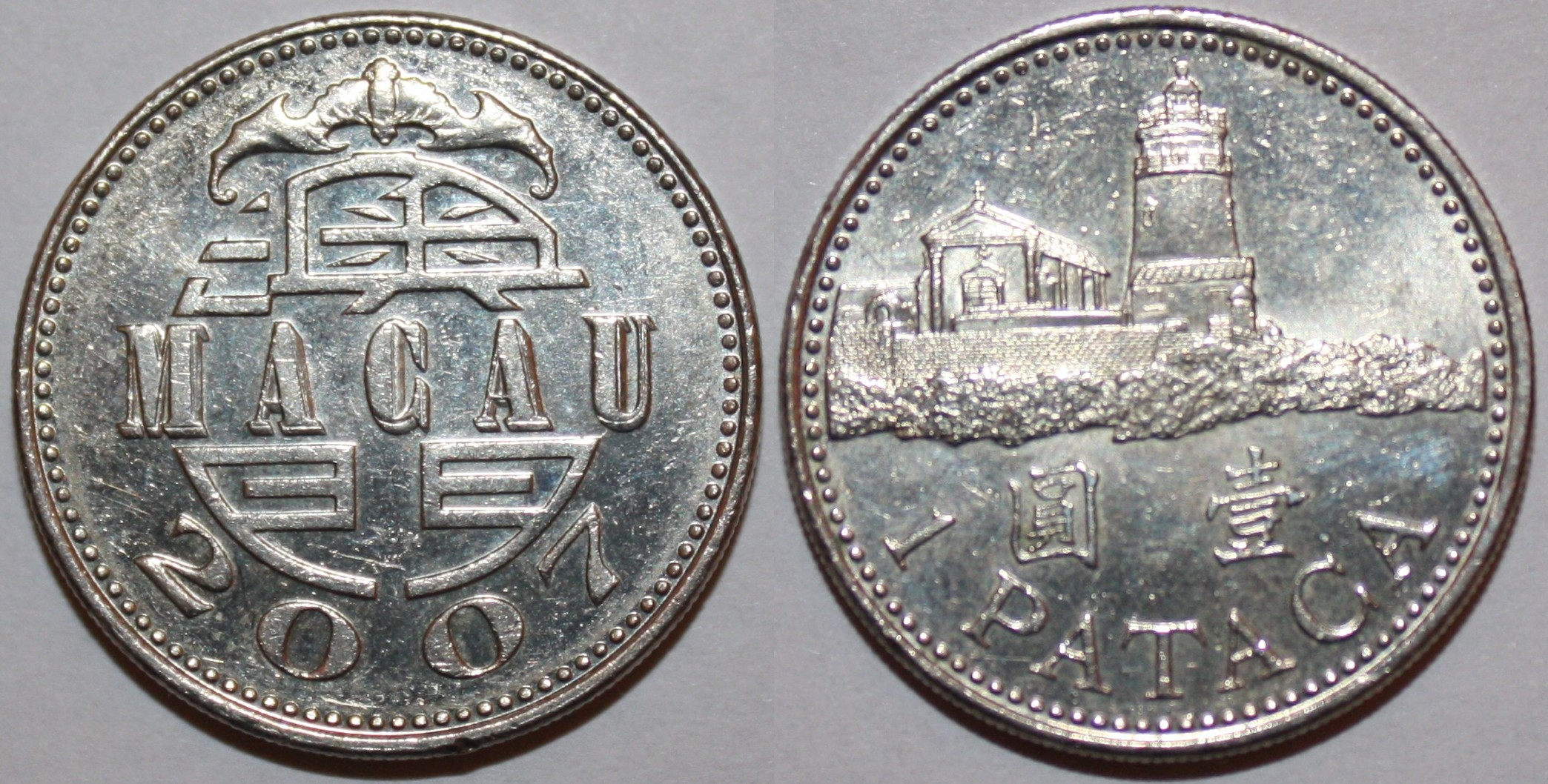
1 Pataca, 2007
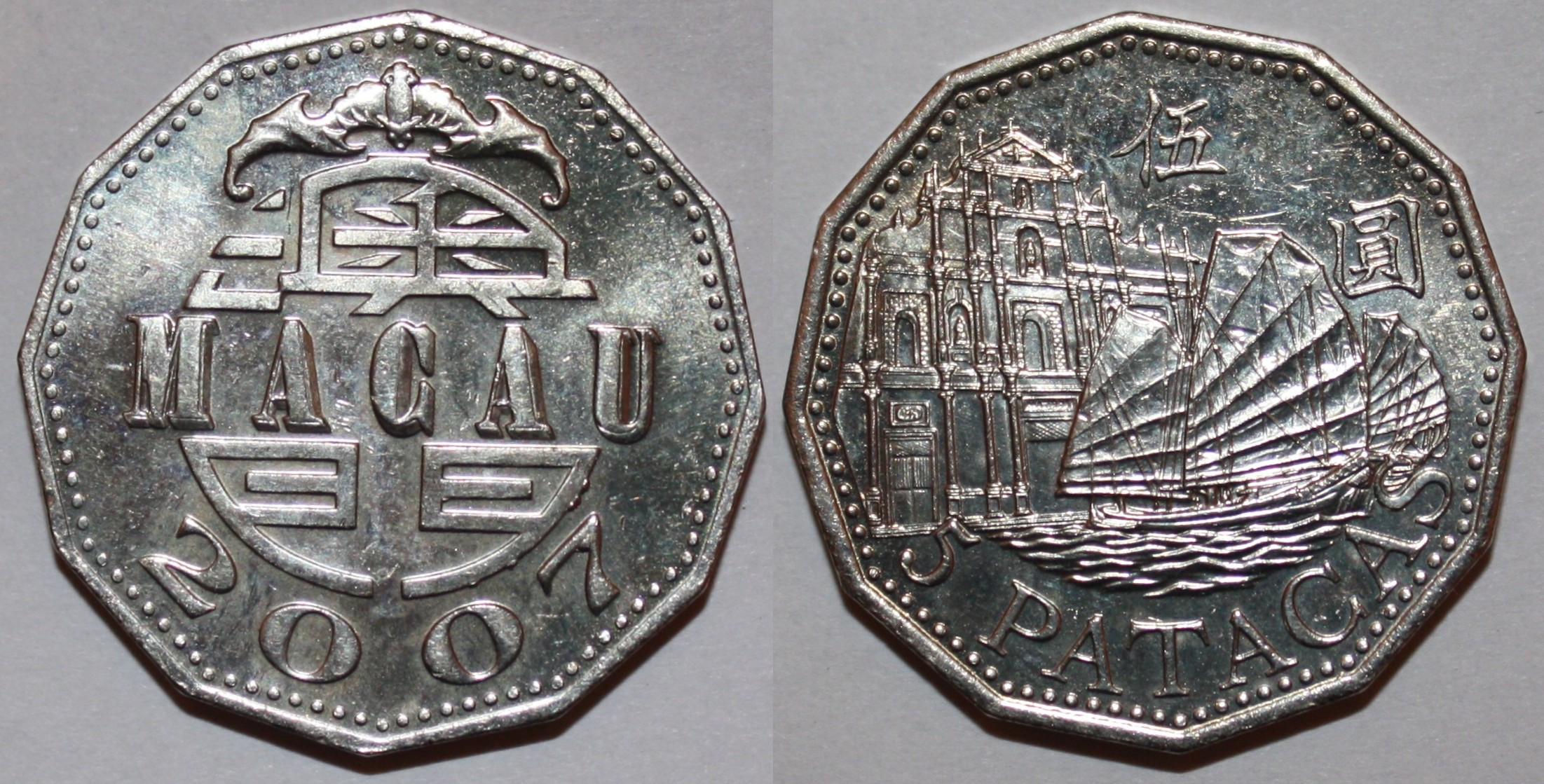
5 Pataca, 2007

- Sedlar: 10, 20, 50, 100, 500 och 1000 MOP

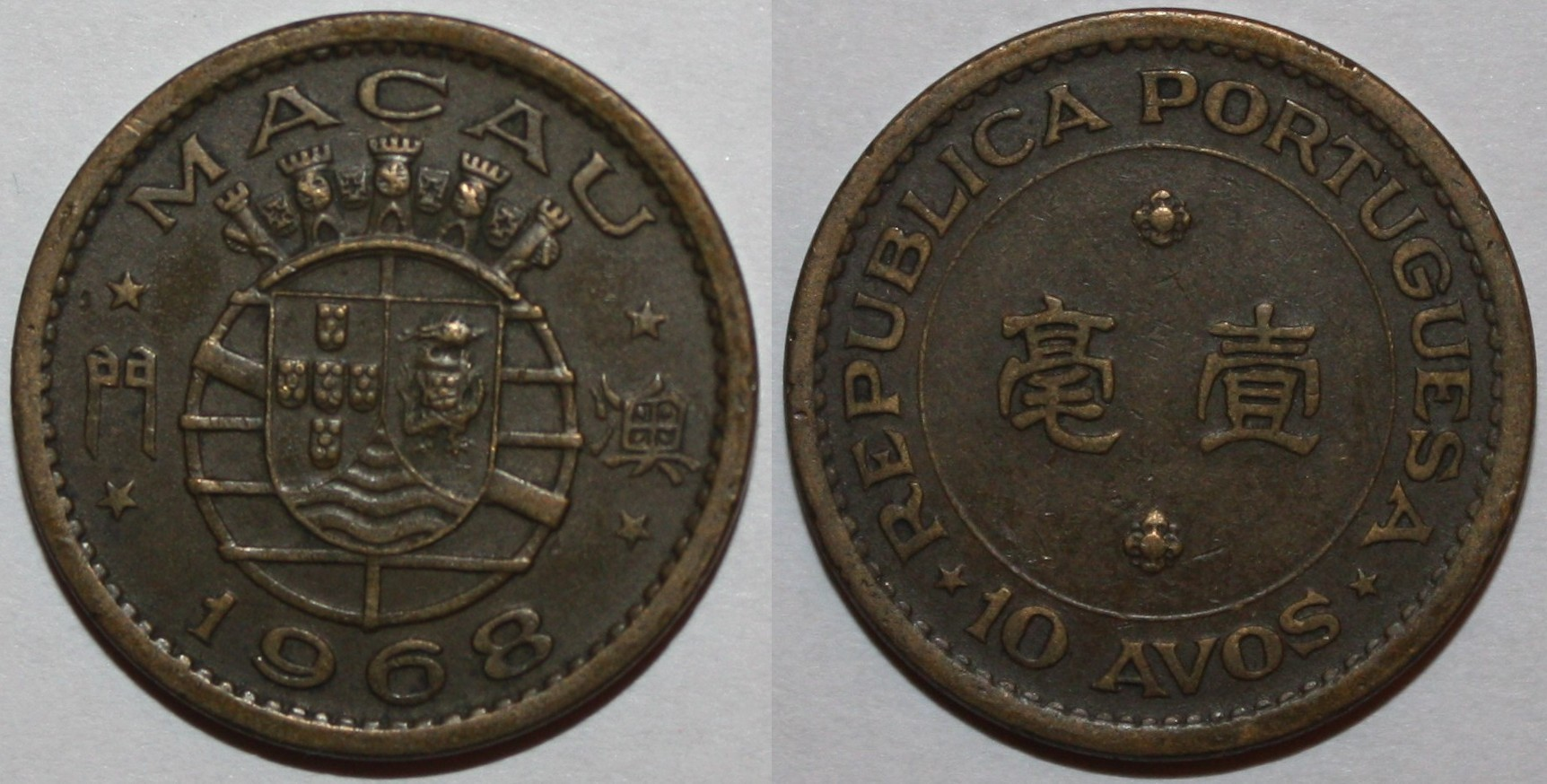
10 Avos, 1968
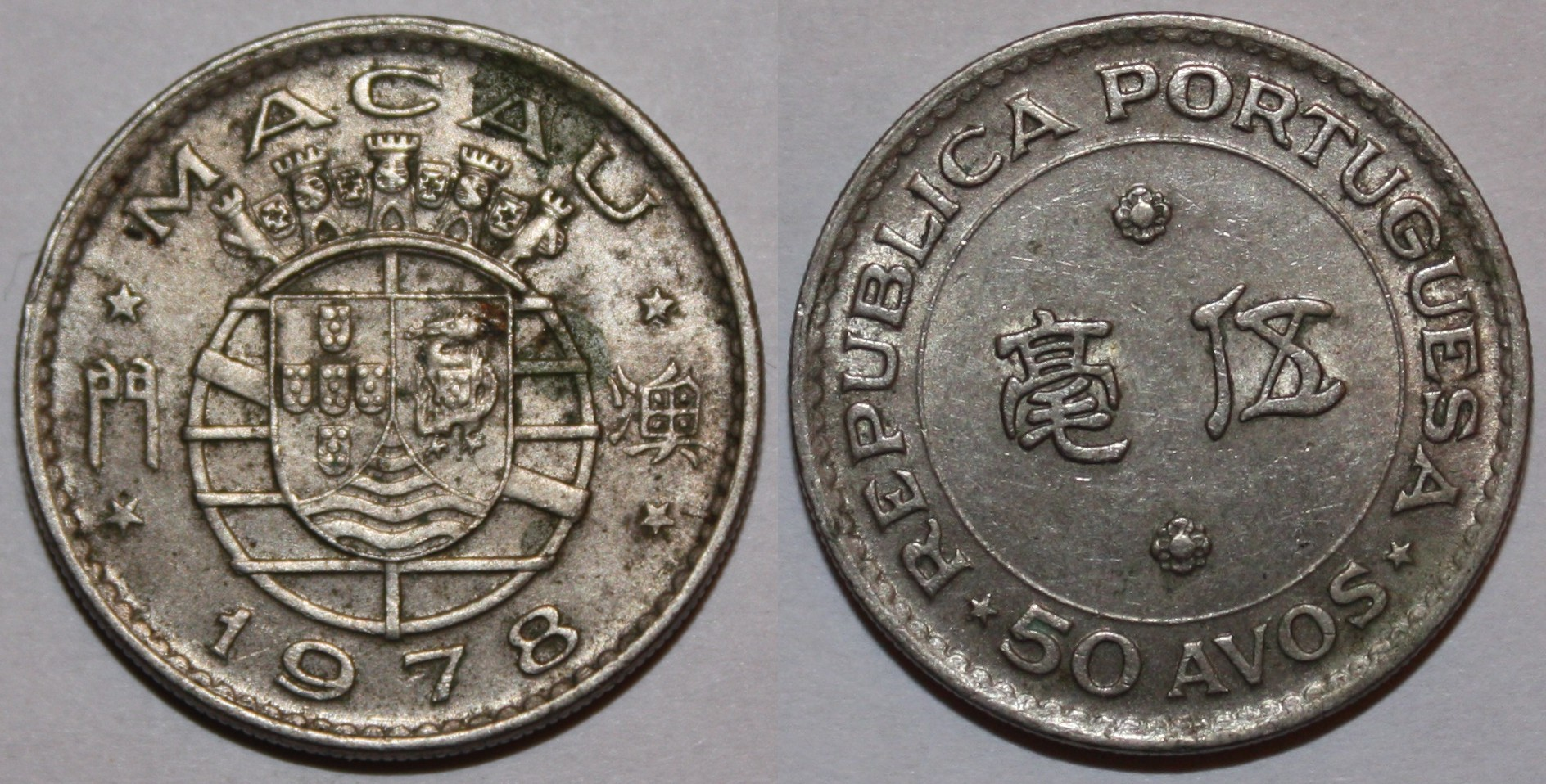
50 Avos, 1978
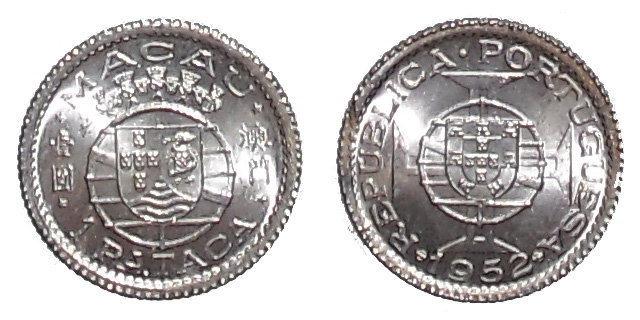
1 Pataca, 1952
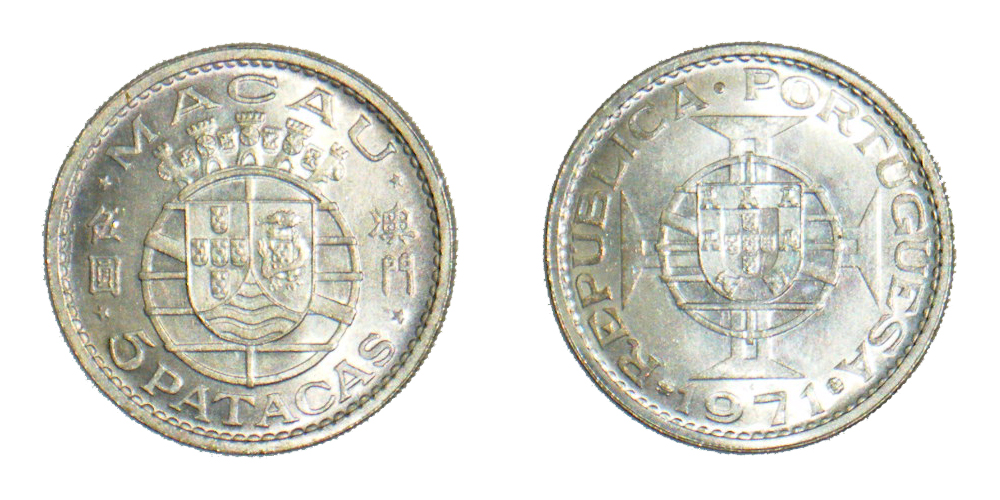
5 Pataca, 1971

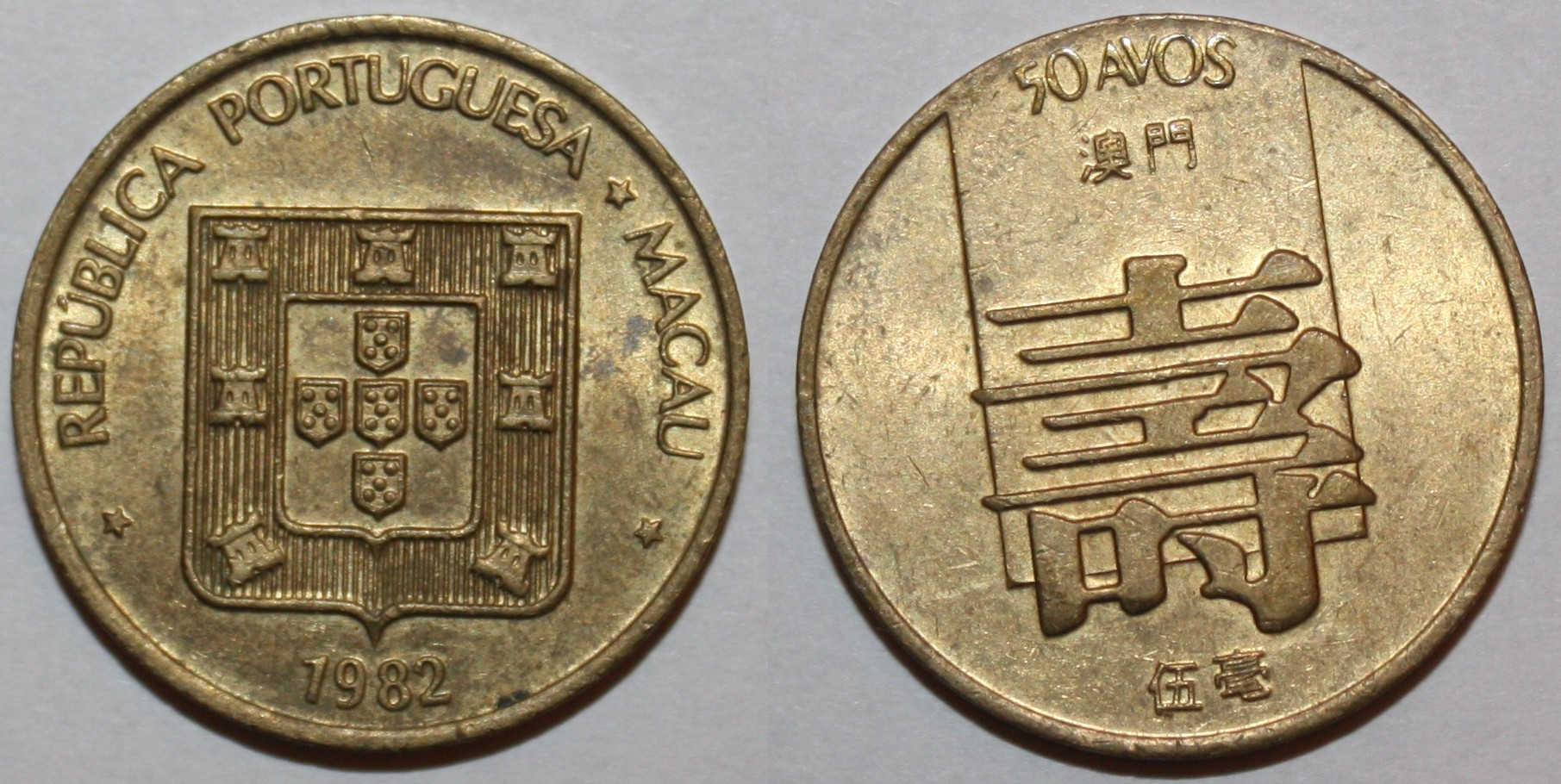
50 Avos, 1982
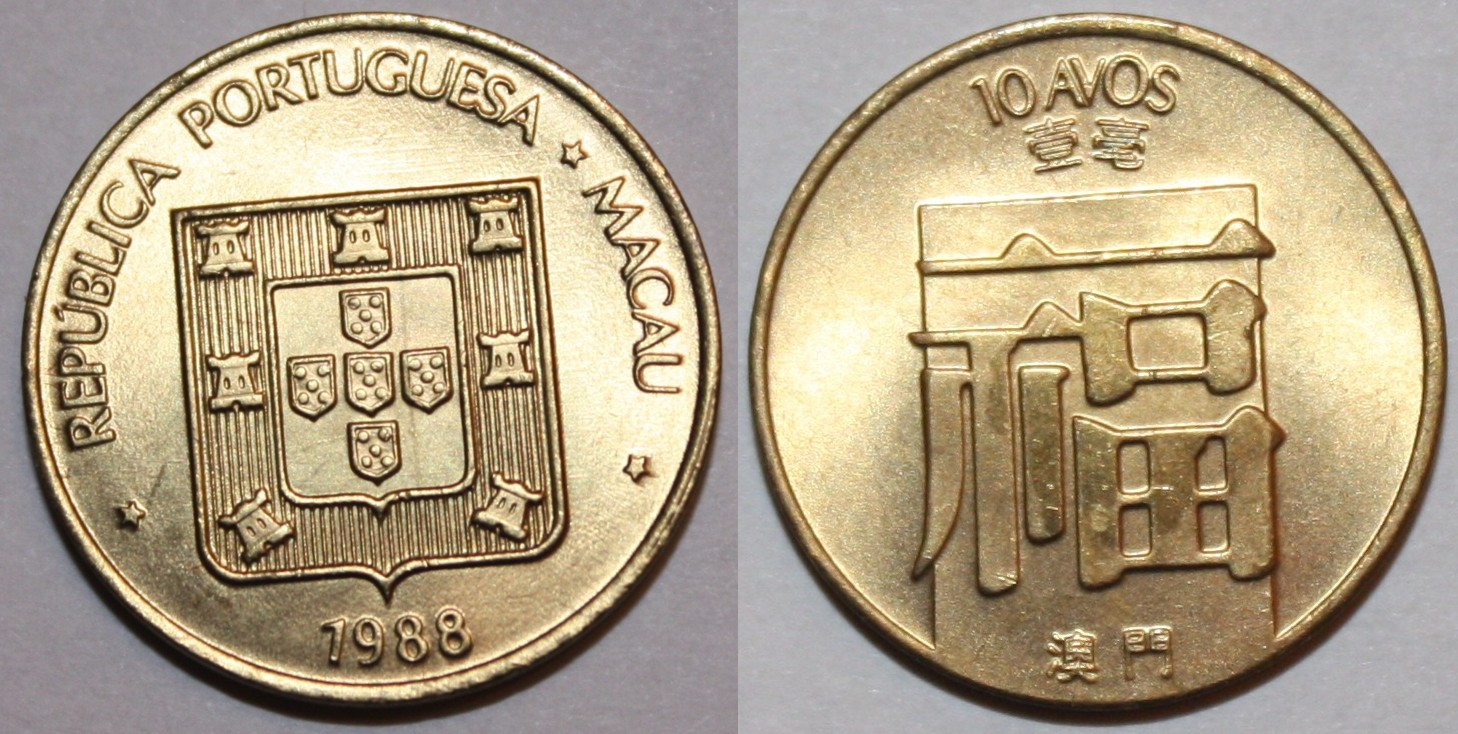
10 Avos, 1988
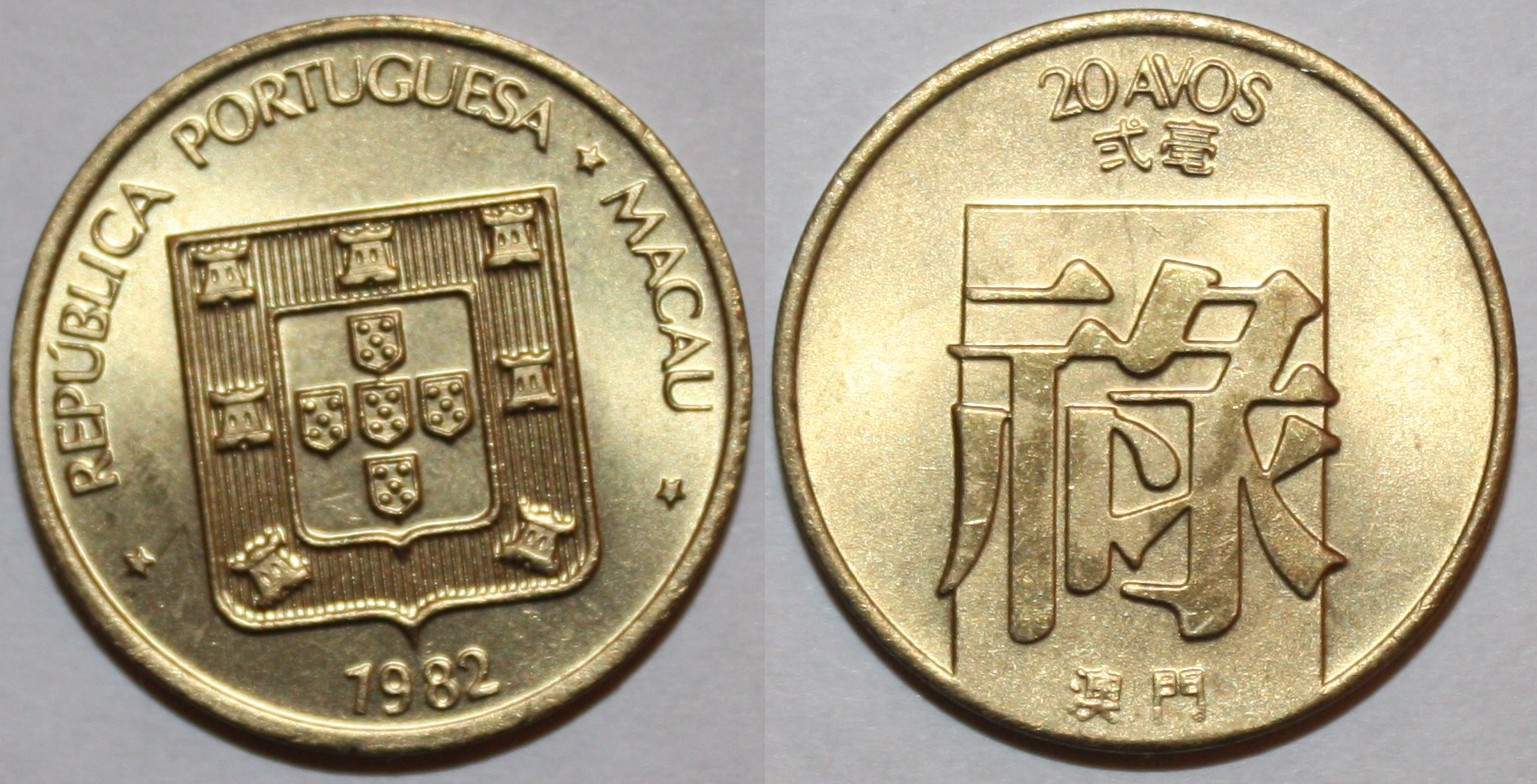
20 Avos, 1982

- 10 Avos, 2007
- 50 Avos, 1993
- 1 Pataca, 2007
- 5 Pataca, 2007